# 陳桎宏
陳桎宏（1953年—），中華民國外交官。畢業於淡江大學和日本關西大學大學院社會學碩士。

## 生平
1984年進入中華民國外交部工作，次年赴日研修。
1987年任亞東關係協會薦任主事，1991年，任亞東關係協會東京辦事處書記官，次年辦事處改稱臺北駐日經濟文化代表處，1993年任臺北駐日經濟文化代表處總務科長。1998年，任外交部領事事務局科長，次年，任外交部領事事務局資訊組長。2001年，任臺北駐大阪經濟文化辦事處領務組長。2004年任中琉文化經濟協會駐琉球辦事處（今臺北駐日經濟文化代表處那霸分處）代表，於2007年4月23日卸任，進入外交部領事事務局工作。2009年，任外交部南部辦事處副處長，2012年任外交部領事事務局南部辦事處主任。
2013年8月13日起，任臺北駐日經濟文化代表處札幌分處總領事銜處長。
2019年1月，陳桎宏屆滿退休，於1月16日搭機返臺。

## 外部鏈接
- 维基共享资源上的相關多媒體資源：陳桎宏